# Helopsaltes pleskei
La buscarla de Pleske (Helopsaltes pleskei, antes llamada Locustella pleskei) es una especie de ave paseriforme de la familia Locustellidae propia del este de Asia. 

## Distribución y hábitat
Se la encuentra en China, Hong Kong, Japón, Corea del Norte, Corea del Sur y Rusia. Sus hábitats naturales son las zonas arbustivas templadas, las zonas secas de arbustos subtropicales y los pantanos. Se encuentra amenazada por pérdida de hábitat.